# Repräsentantenhaus von Rhode Island

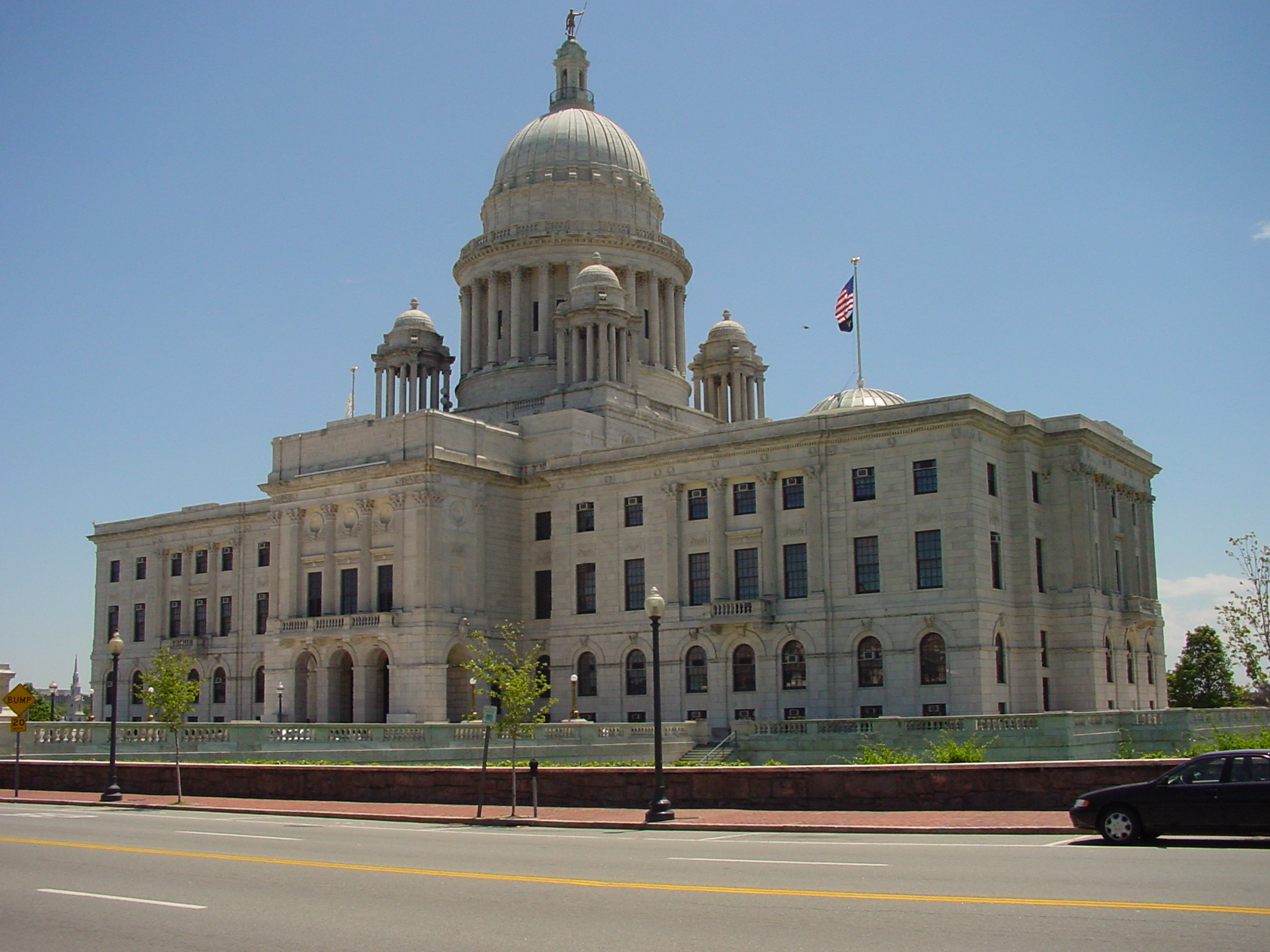
Rhode Island State House

Das Repräsentantenhaus von Rhode Island (Rhode Island House of Representatives) ist das Unterhaus der Rhode Island General Assembly, der Legislative des US-Bundesstaates Rhode Island.
Die Parlamentskammer setzt sich aus 75 Abgeordneten zusammen, die jeweils einen Wahldistrikt repräsentieren. Die Abgeordneten werden jeweils für zweijährige Amtszeiten gewählt; eine Beschränkung der Amtszeiten existiert nicht. Der Sitzungssaal des Repräsentantenhauses befindet sich gemeinsam mit dem Staatssenat im Rhode Island State House in der Hauptstadt Providence.

## Struktur der Kammer
Vorsitzender des Repräsentantenhauses ist der Speaker of the House. Er wird zunächst von der Mehrheitsfraktion der Kammer gewählt, ehe die Bestätigung durch das gesamte Parlament folgt. Der Speaker ist auch für den Ablauf der Gesetzgebung verantwortlich und überwacht die Abstellungen in die verschiedenen Ausschüsse. Weitere wichtige Amtsinhaber sind der Mehrheitsführer (Majority leader) und der Oppositionsführer (Minority leader), die von den jeweiligen Fraktionen gewählt werden.

### Zusammensetzung nach der Wahl im Jahr 2022
| Partei | Partei                 | Abgeordnete |
| ------ | ---------------------- | ----------- |
|        | Demokratische Partei   | 65          |
|        | Republikanische Partei | 9           |
|        | Unabhängige            | 1           |
| Summe  | Summe                  | 75          |

### Wichtige Mitglieder
| Position                            | Name                    | Partei       |
| ----------------------------------- | ----------------------- | ------------ |
| Speaker                             | Joe Shekarchi           | Demokraten   |
| Speaker pro tempore                 | Brian Kennedy           | Demokraten   |
| Mehrheitsführer (Majority Leader)   | Christopher Blazejewski | Demokraten   |
| Oppositionsführer (Minority Leader) | Michael Chippendale     | Republikaner |